# Памятник Синилкиной
Памятник Анне Ильиничне Синилкиной установлен в Москве на территории Олимпийского комплекса «Лужники» недалеко от Дворца спорта. Распоряжение об установке скульптурной композиции с целью «увековечения памяти заслуженного работника культуры РСФСР, бывшего президента национальной Федерации фигурного катания, бессменного, на протяжении 38 лет, руководителя Дворца спорта Олимпийского стадиона „Лужники“» было подписано Премьером Правительства Москвы Ю. М. Лужковым 21 января 1999 года. Открытие памятника состоялось 13 марта 2005 года и было приурочено к торжественному открытию 105 чемпионата мира по фигурному катанию — вида спорта, который А. И. Синилкина любила больше всего.